# 高岡市立西条小学校
高岡市立西条小学校（たかおかしりつ さいじょうしょうがっこう）は富山県高岡市にあった公立小学校。

## 沿革
- 1874年（明治7年） - 創立[2]
- 2024年（令和6年）3月31日 - 閉校。同年4月1日に同じ高岡西部中学校区内の横田小学校、川原小学校の2校を統合し、同校跡地と隣接する高岡西高校跡地を利用して高岡市立高岡西部小学校が開校。今後は高岡西部中学校と統合し、2027年（令和9年）4月を目途に小中一貫校をつくる計画となっている[3]。

## 周辺
- 同校隣りに富山県立高岡西高等学校がある他、高岡市立高岡西部中学校、富山県立高岡商業高等学校、高岡第一高等学校も校区内にあり、一大文教ゾーンを形成しているたが、現在は富山県立高岡西高等学校は廃校となり、高岡市立高岡西部中学校も2027年4月を目処に閉校予定となっている
- また校区内では、有礒正八幡宮や金屋町、真宗大谷派の古刹・聖安寺も近くにある。

## 著名な出身者
- 金森正晃（映画監督）
- 車吉章（フリーアナウンサー）